# Ан-60
Ан-60 — радянський проєкт військово-транспортного літака зі скороченим зльотом і посадкою.

## Передумови створення
Проєкт транспортного літака укороченого зльоту і посадки Ан-60 розроблявся в КБ Олега Антонова в 1972—1973 роках. Існувала як двомоторна, так і чотиримоторна версія літака. Для цього проєкту як ідея була взята американська дослідна розробка ― транспортний літак McDonnell Douglas YC-15 з потужною механізацією крила. Схема аероплана була взята та ж сама ― високоплан.
Цей проєкт пізніше трансформувався в Ан-72/74 з помітними конструктивними змінами, особливо в плані розташування двигунів. АН-60 збудовано так і не було.

## Двигуни
Головний конструктор АНТК Олег Антонов був переконаним прихильником економічних турбогвинтових двигунів, однак лише турбореактивні ТРДД з високим ступенем двоконтурності дозволяли реалізувати ефект Коанда на практиці. Двигун Д-36, сконструйований в КБ «Прогрес» під керівництвом В. А. Лотарева, забезпечував достатню витрату повітря та невисоку температуру вихлопних газів, якими здійснювалося обдування крила. Спочатку цей двигун призначався саме для Ан-60. За економічністю він наближався до найкращих західних зразків, а модульна конструкція і високий ресурс спрощували його експлуатацію. Існувала версія двомоторної моделі зі встановленим спеціальним розгінним двигуном в кілі літака.